# Ningbing-Fettschwanz-Beutelmaus

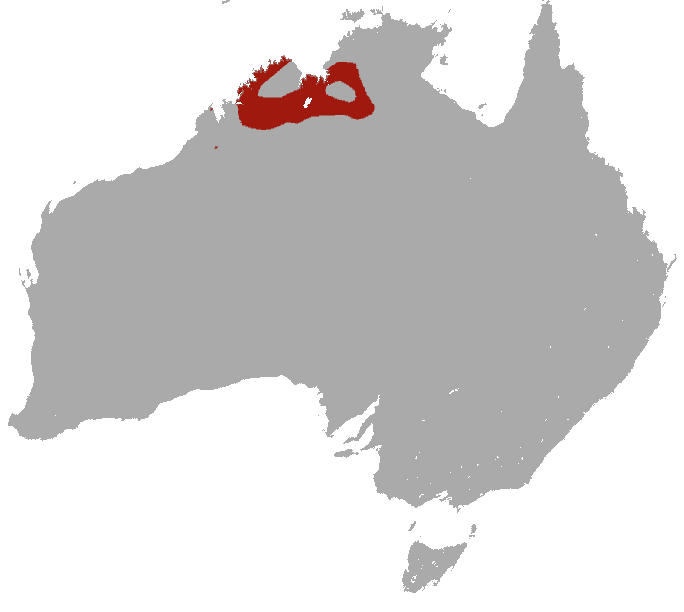
Verbreitungskarte von Pseudantechinus ningbing

Die Ningbing-Fettschwanz-Beutelmaus (Pseudantechinus ningbing) ist eine Beuteltierart aus der Gattung der Fettschwanz-Beutelmäuse.
Diese Beutelmaus ähnelt Pseudantechinus macdonnellensis, allerdings haben die Weibchen vier und nicht sechs Zitzen wie P. macdonnellensis. Zudem ist der Schwanz dieser Art länger, an seiner Basis wachsen lange Haare und der Rest ist etwas schuppig.
Die Art lebt im nordöstlichen Western Australia in der Region Kimberley, sie bewohnt felsige Landstriche in einer breiten Auswahl an Vegetationstypen.
Über das Verhalten von Pseudantechinus ningbing ist wenig bekannt. Die Paarung findet im Juni statt, die Tragzeit ist mit 45 bis 52 Tagen vergleichsweise lang. Jungtiere werden in Juli und August geboren und in den Monaten Oktober bis November entwöhnt.
Die Art wird von der IUCN als ungefährdet (least concern) gelistet, was aber als veraltet gilt.
Diese Art wurde vom Biologen Harry Butler in Ningbing, einer verlassenen Station in der Region Kimberley, entdeckt. Lange galt sie als konspezifisch mit Pseudantechinus macdonnellensis. D. J. Kitchener beschrieb sie im Jahre 1988 als eigenständige Art. Das Artepitheton ningbing bezeichnet den Typenfundort.